# Угодило зёрнышко промеж двух жерновов
«Угоди́ло зёрнышко проме́ж двух жерново́в (О́черки изгна́ния)» — второе автобиографическое произведение Александра Солженицына, являющееся продолжением книги «Бодался телёнок с дубом». В очерках описываются события 1974—1994 годов, после высылки автора из СССР и вплоть до возвращения в Россию в 1994 году.
Впервые опубликовано в журнале «Новый мир» в период с 1998 по 2003 год (начало — в № 9 за 1998 год, окончание — в № 11 за 2003 год).
Пятая глава «Сквозь чад» была издана отдельно в 1979 году на русском языке издательством ИМКА-Пресс в качестве шестого дополнения к «Бодался телёнок с дубом».
Опубликовано отдельными изданиями в переводах на немецкий, французский и английский языки.
В мае 2022 года вышла отдельной книгой в качестве 29-го тома собрания сочинений Солженицына в 30 томах в московском издательстве «Время».